# Bataille du Chongchon
Guerre de Corée
Batailles
Offensive nord-coréenne :

(juin 1950 - septembre 1950)
- Pokpung
- Chuncheon
- Séoul (1re)
- Busan (navale)
- Chumunjin
- Osan
- Pyeongtaek
- Cheonan
- Chochiwon
- Daejeon
- Sangju
- Yongdong
- Hwanggan
- Notch
- Périmètre de Busan

Contre-offensive de l'ONU :

(septembre 1950 - octobre 1950)
- Incheon
- Bombardement de Pyongyang
- Pyongyang

Intervention chinoise :

(octobre 1950 - avril 1951)
- Onjong
- Unsan
- Chongchon (Wawon)
- Réservoir de Chosin
- Évacuation de Hŭngnam
- Séoul (3e)
- Twin-Tunnels
- Jipyeong-ri
- Imjin
- Kapyong

Impasse :

(août 1951 - juillet 1953)
- Crèvecœur
- Fleuve Han
- Opération Commando
- Maryang San
- Suncheon
- Barrage de Sui-Ho
- Triangle Hill
- le Crochet
- Fleuve Samichon
- Armistice de Panmunjeom

Post armistice :
- Raid sur la Maison Bleue
- Attaque de l'EC-121
- Incident du peuplier
- Infiltration de Gangneung
- Guerre du crabe

La bataille du Chongchon, également connu comme la bataille du fleuve Chongchon ou la Campagne occidentale de la seconde phase (chinois simplifié : 第二次战役西线 ; pinyin : Dì èr cì zhànyì xī xiàn), est une bataille décisive dans la guerre de Corée qui se déroule du 25 novembre au 2 décembre 1950, le long de la vallée du fleuve Chongchon en Corée du Nord. En réponse à la réussite de la « campagne de la première phase » lancée par les Chinois contre les forces des Nations unies, le général Douglas MacArthur lance l'offensive « À la maison pour Noël » afin d'expulser les forces chinoises de Corée et mettre fin à la guerre. Anticipant cette réaction, le commandant de l’Armée des volontaires du peuple chinois, Peng Dehuai prévoit une contre-offensive, surnommée la « campagne de la seconde phase », contre l’avancée des forces de l'ONU.
En espérant répéter le succès de la campagne précédente, la 13e armée chinoise lance une série d'attaques surprises le long de la vallée du fleuve Chongchon dans la nuit du 25 novembre 1950, détruisant efficacement le flanc droit de la 8e armée américaine tout en lui permettant de se déplacer rapidement derrière les positions des troupes de l'ONU. Lors des combats qui s’ensuivent du 26 novembre au 2 décembre 1950 et du repli de l’ONU, la 8e armée réussit à éviter l’encerclement par les forces chinoises, mais la 13e armée se montre capable d'infliger de lourdes pertes aux forces de l'ONU qui perdent toute cohésion. À l'issue de la bataille, les lourdes pertes infligées à la 8e armée américaine contraignent l'ensemble des forces onusiennes à évacuer la Corée du Nord et à se retirer au-delà du 38e parallèle.

## Contexte

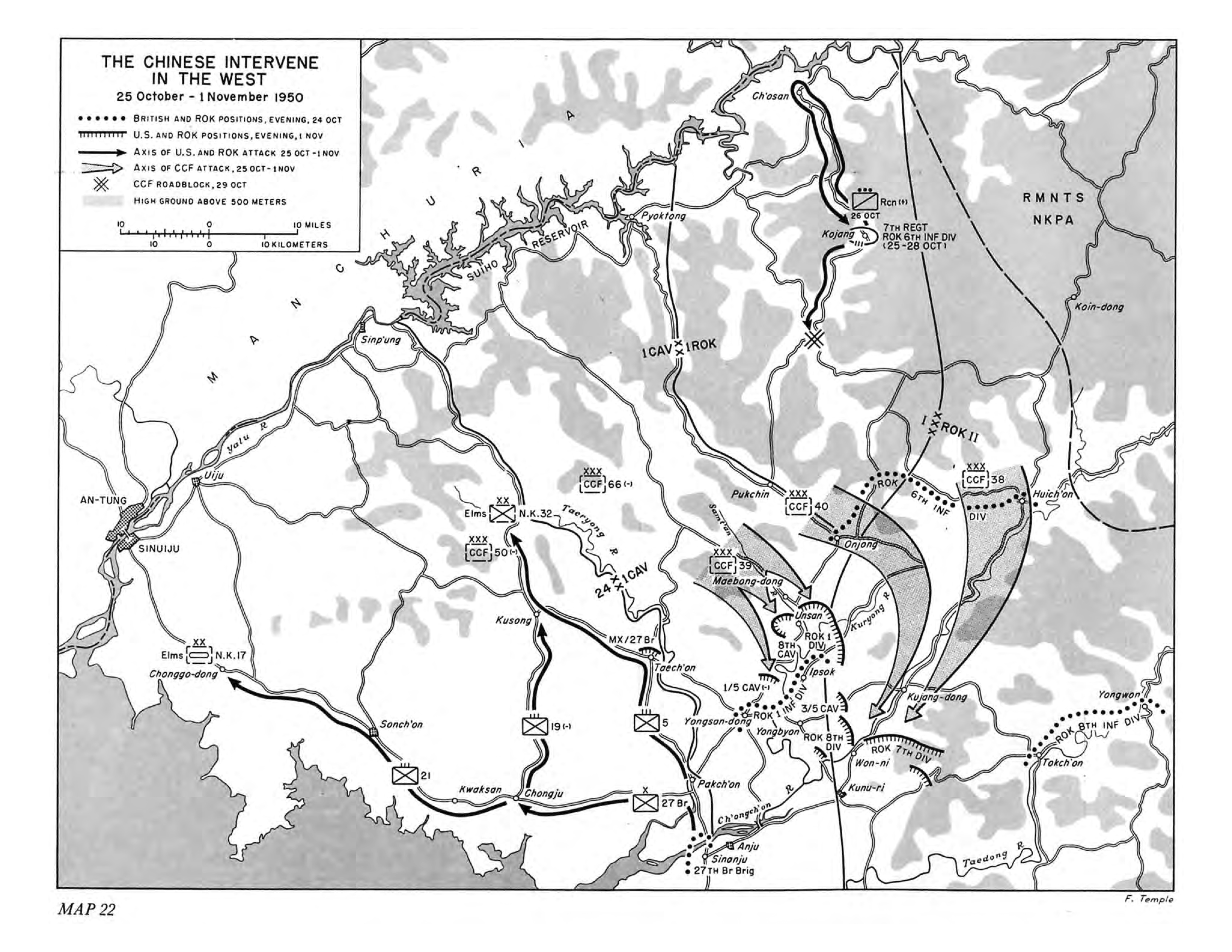
Plan de la Campagne de la première phase du 25 octobre au 1er novembre 1950.

Dans le sillage du débarquement réussi à Incheon des forces des Nations unies (ONU) et de la destruction ultérieure des forces de l’Armée populaire de Corée (APC), la 8e armée des États-Unis traverse le 38e parallèle et avance rapidement vers la frontière sino-coréenne. Alarmé par ces développements, le président de la Chine de Mao Zedong ordonne à l’Armée des volontaires du peuple chinois (AVP) d’intervenir en Corée en lançant la Campagne de la première phase contre les forces de l'ONU. Entre le 25 octobre et 4 novembre 1950, la 13e armée AVP surprend et défait le 2e corps de la République de Corée (RdC) et la 1re division de cavalerie américaine dans une série de batailles autour d’Onjong et d’Unsan, détruisant le flanc droit de la 8e armée des États-Unis tout en forçant les forces de l'ONU à se replier sur le fleuve Chongchon. Bien que les forces chinoises aient réussi à percer la ligne de l'ONU, des difficultés logistiques forcent les Chinois à se retirer le 5 novembre 1950.
Malgré le succès de la Campagne de la première phase, les stratèges de l'ONU sont persuadés que la Chine ne compte pas intervenir à grande échelle. La soudaineté du retrait chinoise après leur victoire renforce encore cette conviction. Partant de l'hypothèse que seuls 30 000 soldats chinois pourraient rester cachés dans les collines, le général Douglas MacArthur ordonne le bombardement des ponts sur le fleuve Yalou afin de couper leur ravitaillement et l’envoi de renfort. Confiant dans la capacité de l'armée de l'air de l'ONU à détecter et à perturber les mouvements de troupes sur le fleuve Yalou, MacArthur lance l'offensive À la maison pour Noël, le 24 novembre afin de mettre en déroute les forces chinoises nord-coréennes restantes et mettre fin à la guerre de Corée.
« Well, if they go fast enough, maybe some of them can be home by Christmas. »
— Douglas MacArthur, 
Cependant, fait ignoré de l'ONU, il y a déjà près de 180 000 soldats chinois stationnés en Corée et des renforts en cours d'infiltration à la frontière. Bien qu'initialement l'Armée des volontaires du peuple chinois doive maintenir une posture défensive en Corée du Nord jusqu'à l'arrivée prévue des armes soviétiques au printemps de 1951, ses récents succès ont convaincu les dirigeants chinois de sa capacité à renverser la tendance et contrer l'avancée des troupes de l'ONU. Encouragé par le fait que l'ONU ignorait la réalité des forces chinoises en présence, le commandant de l'Armée des volontaires du peuple chinois, Peng Dehuai décide le lancement de la Campagne de la deuxième phase, une contre-offensive visant à repousser les forces de l'ONU derrière une ligne à mi-chemin entre le fleuve Chongchon et Pyongyang. Et dans un stratagème pour faire croire à la faiblesse des forces chinoises présente en Corée, Peng ordonne à toutes les unités de se retirer rapidement du Nord tout en libérant les prisonniers de guerre le long du chemin. Avec 230 000 soldats à sa disposition et 150 000 autres en cours d'acheminement vers le réservoir Chosin, Peng autorise le début de la Campagne de la deuxième phase, le 22 novembre, 1950.

## Prélude

### Localisation
La bataille se déroule le long de la ligne de front de l'ONU autour du fleuve Chongchon et de ses affluents, qui est situé à 80 km au sud de la frontière sino-coréenne. La ligne de front de l'ONU s'étire horizontalement de la côte occidentale de la Corée aux Monts Taebaek dans le centre de la péninsule, tandis que le fleuve Chongchon serpente depuis le nord des lignes de l'ONU à la ville de Kujang-dong. De l'Ouest à l'Est, une série des villes, comme Chongju, Yongsan-dong, Ipsok, Kujang-dong, Tokchon et Yongwon ponctuent la ligne de front. Ces villes sont reliées par une série de carrefours routiers situés à Sinanju, Anju, Kunu-ri et Pukchang-ni. Une route passe au sud de Kunu-ri en direction de Pyongyang. Elle deviendra plus tard la principale voie de retraite pour les forces de l'ONU stationnées au centre de la ligne de front. Les terrains vallonnés sur la rive nord de la rivière Chongchon forment une barrière défensive qui permet aux Chinois de cacher leur présence tout en frappant les forces de l'ONU. La bataille se déroule également lors de l'un des hivers les plus froids en Corée depuis 100 ans, avec les températures qui chutent jusqu'à −34 °C.

### Forces en présence et stratégie

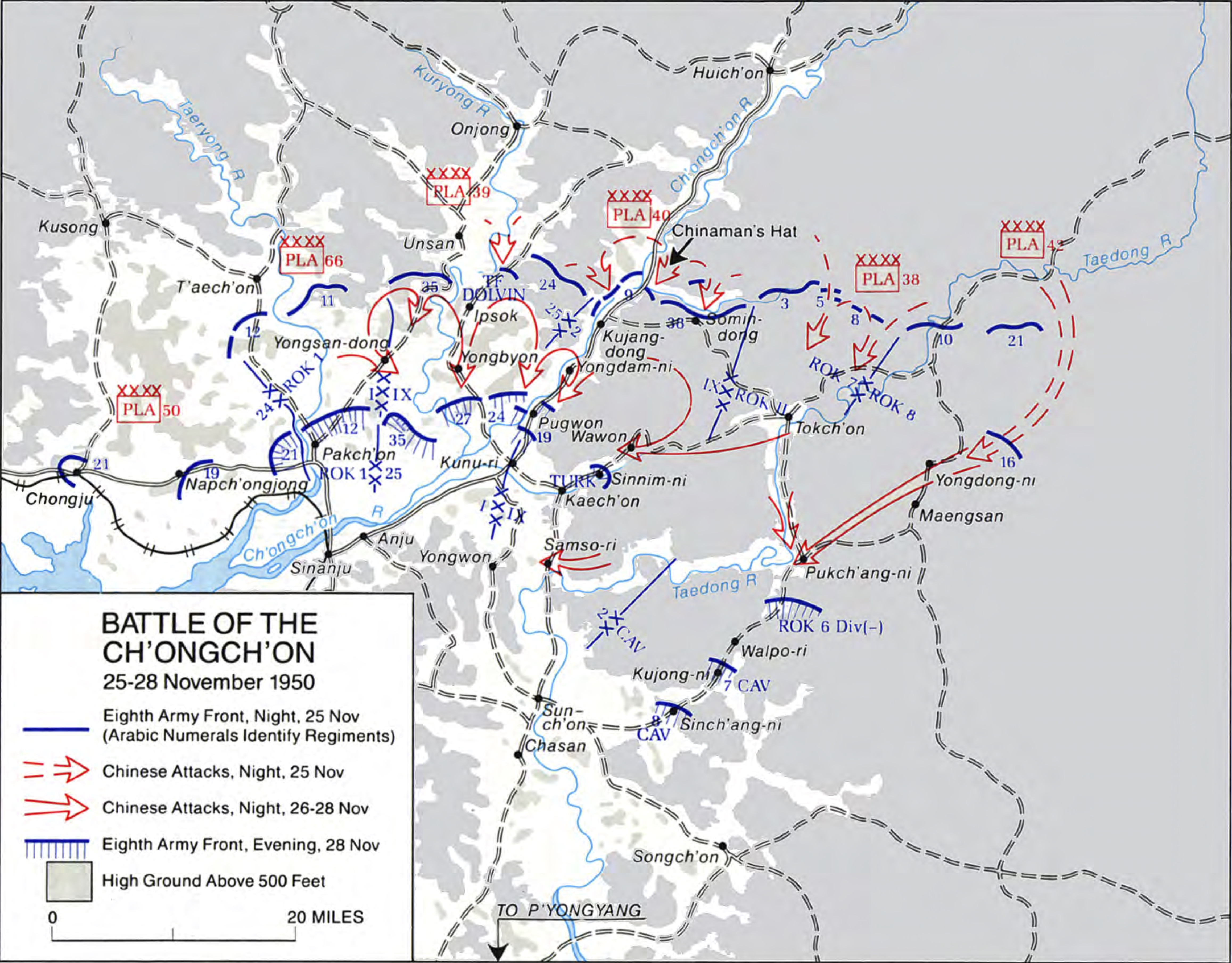
Plan de la bataille du Chongchon du 25-28 novembre 1950.

Agissant sur les instructions de MacArthur, le général Walton Walker de la 8e armée lance l'offensive À la maison pour Noël à 10 heures le 24 novembre 1950. Avec le 2e corps d’armée sud coréen reconstitué sur le flanc droit de la 8e armée, l'offensive est menée par le 1er corps américain à l'Ouest, le 9e corps américain au centre, et donc le 2e corps à l'Est. Les trois corps de l'ONU avancent prudemment sur une ligne de front continu afin de prévenir des embuscades similaires à celles qui sont subies lors de la Campagne de la première phase, mais le manque de moyens humain étire les forces de l'ONU à leur limite. À l'exception d'une forte résistance rencontrée par le 2e corps, la 8e armée rencontre peu d'opposition, et la ligne entre Chongju et Yongwon est occupée dans la nuit du 25 novembre.
Malgré le manque de moyens humain, la 8e armée américaine dispose d'une puissance de feu trois fois et demie supérieure aux forces chinoises. La 5e Air Force qui est chargée de l'appui aérien n'a pas vraiment d'opposition, car la Chine ne dispose pas d'armement de lutte anti-aérienne. Avec les festivités de Thanksgiving la veille de l’offensive et la motivation d’être à la maison pour Noël, le moral des troupes de l’ONU est élevé. Cependant, cet état d'esprit a aussi provoqué une dégradation de la discipline parmi la troupe, la plupart des soldats s'étant débarrassés de leur équipement et de leur ravitaillement en munitions avant la bataille. Une compagnie d'infanterie du 9e corps américain a, par exemple, commencé sa marche sans la plupart de ses baïonnettes et casques, et avec en moyenne moins d'une grenade et de 50 cartouches de munitions par soldat. Les stratèges de l'ONU n’ont pas non plus prévu une campagne d'hiver, et tous les éléments de la 8e armée ont lancé l'offensive sans disposer de vêtements d'hiver.
Alors que la 8e armée fait marche, la 13e Armée des volontaires du peuple chinois se dissimule dans les montagnes avec les 50e et 66e corps à l'ouest, les 39e et le 40e corps sur le centre et les 38e et 42e corps à l'est. Anticipant la progression de l'ONU, les Chinois ont prévu une série de contre-attaques pour prendre la 8e armée au dépourvu. Dans l'espoir de répéter le succès de la campagne précédente, les 38e et 42e corps ont reçu l’ordre d'attaquer le 2e corps de la République de Corée afin de détruire le flanc droit de l'ONU, puis de couper derrière les lignes de l'ONU. Dans le même temps, les 39e et 40e Corps doivent fixer le 9e corps américain sur place tout en empêchant tout renfort au 2e corps sud-coréen. Le 50e et 66e corps doivent rester en retrait et observer les mouvements du 1er corps américain.
« As a main objective, one of the units must fight its way rapidly around the enemy and cut off their rear... Route of attack must avoid highways and flat terrain in order to keep tanks and artillery from hindering the attack operations... »
— Principes opérationnels chinois pour la Campagne de la seconde phase, ,
Nominalement la 13e armée est composée de 230 000 hommes, mais sur le terrain la force de combat effectivement disponible est au minimum de 150 000 hommes, sans doute pas beaucoup plus. Le 66e corps, par exemple, ne dispose que de 6 600 hommes par division au début de la bataille, contre 10 000 hommes attendus par division. En outre, les Chinois ne disposent que d’une arme pour trois soldats, ceux qui n’en disposent pas, ne sont équipés que de grenades. La plupart des canons et obusiers chinois étant demeurés en Mandchourie, les mortiers sont le seul soutien d'artillerie disponible de la troupe chinoise. Pour la contre-offensive, le soldat chinois ne dispose en moyenne que de cinq jours de rations et de munitions. Ces derniers ne peuvent se réapprovisionner qu’en récupérant du matériel directement sur le champ de bataille. Pour compenser ces faiblesses et contourner la puissance de feu de l’ONU, les Chinois dépendent largement des attaques et infiltrations nocturnes. Par contre, leur système logistique primaire les autorise à manœuvrer sur des terrains vallonnés et difficiles, et ainsi contourner facilement les défenses de l'ONU et encercler leurs positions isolées,. Les Chinois ayant capturé un grand nombre d'armes aux nationalistes pendant la guerre civile, la plupart de leurs armes sont des petits calibres américains comme le pistolet-mitrailleur Thompson, le fusil M1 Garand, le fusil mitrailleur Browning BAR M1918, le bazooka et le mortier M2 (en).

## Bataille
Alors que la 8e armée a arrêté sa marche l'après-midi du 25 novembre 1950, la 13e armée AVP lance sa Campagne de la deuxième phase. Une attaque frontale massive est lancée contre la totalité des lignes de l'ONU de Yongsan-dong à Yongwon. À l'Ouest, la 1re division d'Infanterie RdC du 1er corps américain est attaquée par le 66e corps à Yongsan-dong. Sur le centre, ce sont les 39e et 40e corps AVP qui luttent contre le 9e corps américain à Ipsok et à Kujang-dong. À l'Est, les 38e et 42e corps AVP percent les lignes du 2e corps RdC à Tokchon et à Yongwon. Au matin du 26 novembre, l'offensive À la maison pour Noël est complètement bloquée.

### Tokchon et Yongwon

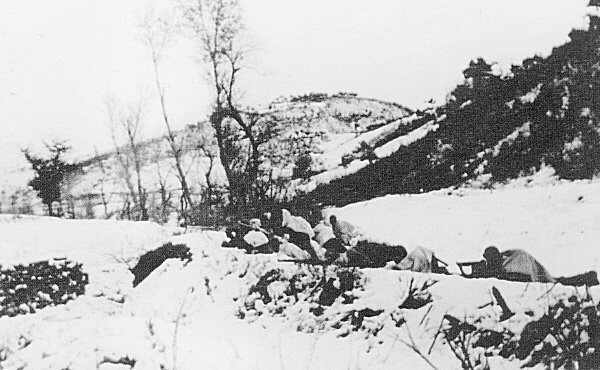
Des soldats chinois préparent une embuscade contre les forces de l'ONU en pleine retraite.

À la suite de la bataille d'Onjong, les Chinois ont jaugé le 2e corps RdC comme l'unité la plus vulnérable de la 8e armée. Outre son manque la puissance de feu par rapport aux unités américaines, le 2e corps occupe sur le flanc droit de l'ONU, le terrain le plus difficile. À 10 heures le 24 novembre, la 7e division d'infanterie du 2e corps sur le flanc gauche attaque au nord depuis Tokchon. Dans le même temps, la 8e division d'infanterie située sur le flanc droit du 2e corps avance au nord depuis Yongwon. L'action menée par les 38e et 42e corps, oblige bientôt les Coréens à stopper leur marche et bloquent toutes avancées de ces derniers durant deux jours.
Alors que les Coréens préparent des positions défensives à la tombée de la nuit du 25 novembre, les deux corps chinois se mobilisent pour une contre-attaque décisive contre le flanc droit de la 8e armée. Le 38e corps AVP projette d'attaquer en force le centre et le flanc droit de la 7e division d’infanterie sud-coréenne, tandis que deux divisions du 42e corps initient leur marche à travers les collines afin de contourner le flanc droit de la 8e division d'infanterie. Compte tenu de l'importance de cet assaut, Han Xianchu, l'un des adjoints de Peng Dehuai prend personnellement le commandement des 38e et 42e corps jusqu'à la fin de la bataille.
Le 38e corps chinois lance son attaque contre le 2e corps coréen à 17 heures le 25 novembre. Les Chinois réussissent à créer une brèche dans le centre de la 7e division d'infanterie RdC contraignant cette dernière à engager la plupart de ses réserves en première ligne. Aidé par une surprise totale, la 113e division du 38e corps AVP écrase d’abord une compagnie de reconnaissance sur le flanc droit de la 7e division,, entraînant un écart de 800 m entre les 7e et 8e divisions d'infanterie sud-coréenne. Au même moment, la 114e division du 38e corps frappe le centre-droit de la 7e division d'infanterie RdC, poussant les 5e et 8e régiments d'infanterie au repli dans la manœuvre,. Alors que le centre et le flanc droit de la 7e division d'infanterie RdC sont dans le chaos le plus complet, les 112e et 113e divisions du 38e corps AVP glissent au-delà des lignes de l'ONU et avancent vers Tokchon. Avec seulement un seul bataillon en réserve, la garnison de Tokchon et le quartier général de 7e division d'infanterie se retrouvent rapidement encerclés et attaqués par les deux divisions chinoises à 4 heures du matin le 26 novembre,. Sous la forte pression de la 114e division AVP, les 5e et 8e régiments d'infanterie essaient de revenir sur Tokchon, mais les embuscades chinoises à l'arrière désorganisent les Coréens qui n’ont rien vu venir. Dans l'après-midi du 26 novembre, Tokchon est prise par les Chinois, et le 3e régiment d'infanterie RdC sur le flanc gauche de la 7e division d'infanterie coréenne doit manœuvrer vers l'ouest pour rejoindre la 2e division d'infanterie américaine.
Au moment où le 38e corps chinois anéanti la 7e division d'infanterie coréenne à Tokchon, la 8e division d'infanterie RdC est mise en déroute par le 42e corps AVP à Yongwon. Alors que la 125e division AVP retient les 10e et 21e régiments d'infanterie RdC à Yongwon, les 124e et 126e divisions chinoises tentent de prendre à revers la 8e division d'infanterie en passant à travers les collines à l'est de Yongwon. À 13h00 le 25 novembre, le 16e régiment d'infanterie située à l'arrière de la 8e division d'infanterie RdC repère les deux divisions chinoises à Maengsan, à 20 km au sud de la Yongwon. Surpris par cette évolution, la 8e division d'infanterie ROK ordonne au 16e régiment d'Infanterie de bloquer l'avancée chinoise tandis que les 10e et 21e régiments d'infanterie se replient depuis Yongwon. Mais avant que l'ordre ne soit mis en œuvre, et après s’être rendu compte que leur piège était découvert, les Chinois décident de frapper les premiers. Tôt dans la matinée du 26 novembre, la 125e division PVA tend une embuscade aux deux régiments RdC, forçant les Coréens à abandonner leur équipement lourd et à se disperser dans les collines. Pendant ce temps, à la suite des feux fait par les Coréens pour lutter contre le temps froid, la 124e division PVA envahi un bataillon du 16e régiment d'Infanterie et attaque le poste de commandement de la 8e division d'infanterie à Maengsan. Avec l'ensemble de la division dispersé, le quartier général de la 8e division d'infanterie et le 16e régiment d'Infanterie évacuent Maengsan le 27 novembre et se retirent du champ de bataille.
En raison du chaos de la bataille, le major-général Yu Jai Hung du 2e corps ROK ne reçoit aucune nouvelles de la ligne de front avant minuit le 25 novembre, cinq heures après la pénétration des Chinois derrière les lignes coréennes. En réaction, Hung engage le 2e régiment d'infanterie de la 6e division, seul disponible, pour bloquer les forces chinoises. En effet, la 6e division d'infanterie située en réserve à l’arrière du 2e corps ne peut envoyer que ce régiment d’infanterie en soutien en raison de ces pertes antérieures à Onjong. Mais dans la matinée du 26 novembre, la 113e division PVA intercepte le régiment et détruit son poste de commandement, dispersant les derniers renforts du 2e corps dans la manœuvre,. La plupart des unités du 2e corps détruit, le flanc droit de l'ONU tombent aux mains des Chinois le 27 novembre.
Malgré la reconnaissance aérienne du 27 novembre qui lui indique l'avancée rapide des forces chinoises sur le flanc droit de l'ONU en arrière des positions de la 8e armée, Walker ordonne aux troupes de poursuivre l'offensive vers le Nord,. Convaincus que l'effondrement du 2e corps RdC n'est que la conséquence d'une contre-attaque chinoise de petite envergure, Walker ordonne aux 1ers et 9e corps de se déplacer vers l'Est afin de couvrir le secteur du 2e corps. Cependant, à ce moment, les 1er et 9e corps ont déjà subi de lourdes pertes dans la contre-offensive chinoise à Kujang-dong, Ipsok et Yongsan-dong.

### Kujang-dong

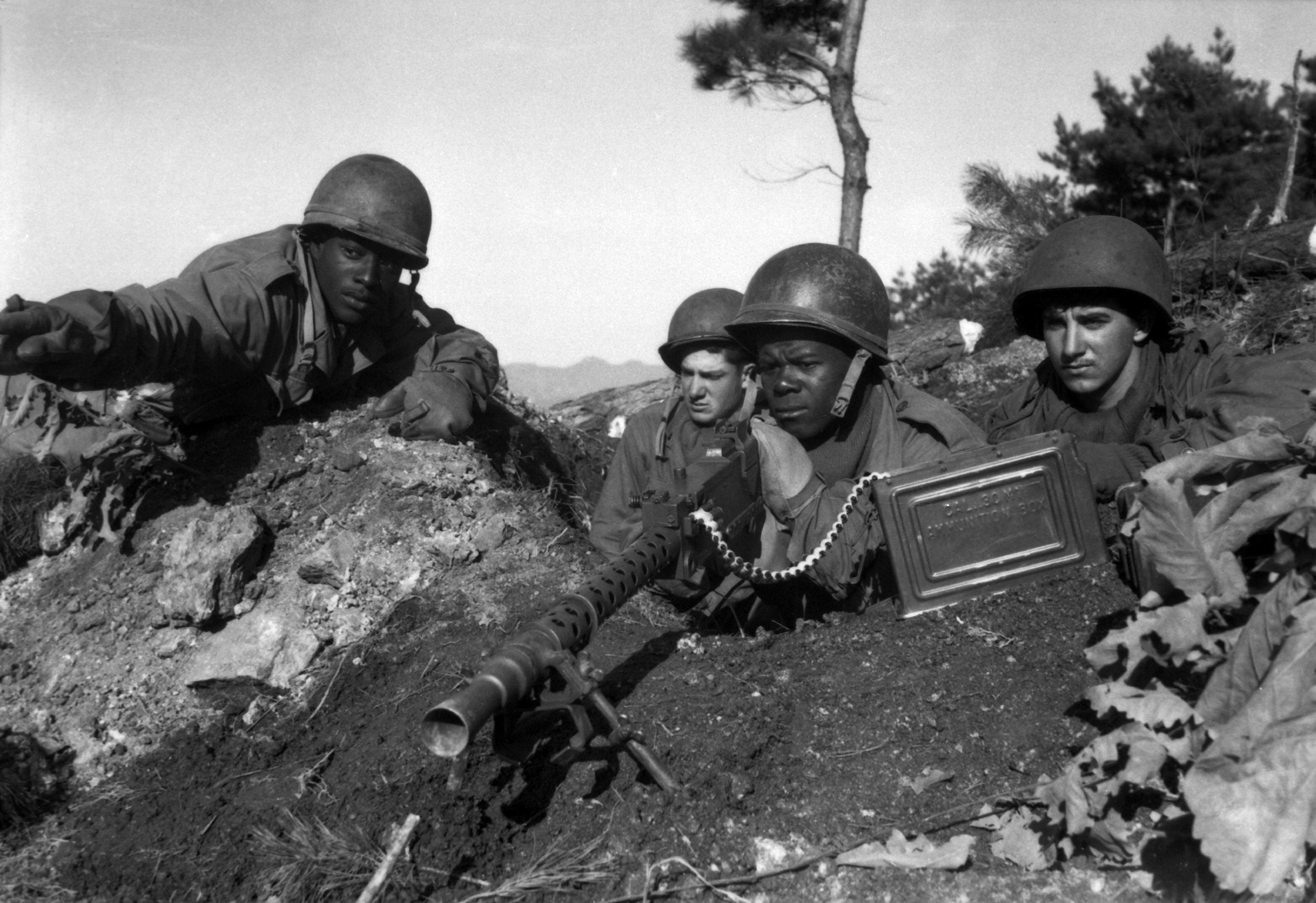
Des soldats de la 2e division d'infanterie américaine en action près du Chongchon en novembre 1950.

Sur la gauche de la 7e division d'infanterie du 2e corps coréen, la 2e division d'infanterie du 9e corps américain opère sur le trajet d'une ligne de ravitaillement chinoise majeure. Après le début de l'opération À la maison pour Noël, le 9e régiment d'infanterie prend la tête de la division pour mener l'offensive vers le Nord, le long du fleuve Chongchon, tandis que le 38e régiment d'infanterie est placé sur le flanc droit de la division. L'offensive débute sans résistances majeures, bien que le 9e régiment d'infanterie se retrouve bloqué par les défenses chinoises sur la Colline 219, au nord de Kujang-dong le 25 novembre. Afin d’appuyer l'offensive le lendemain, le 23e régiment d'infanterie de la 2e division d'infanterie américaine est déplacé sur l'arrière du 9e régiment d'Infanterie. Dans le même temps, le 38e régiment d'infanterie arrive à Somin-dong, une ville sur la route entre Kujang-dong et Tokchon. Lorsque la reconnaissance aérienne détecte une augmentation des activités chinoises, une compagnie du 38e régiment d'infanterie est envoyée en reconnaissance sur les positions chinoises.
Pour assurer le succès de la contre-attaque chinoise contre le 2e corps coréen, le 40e corps chinois est chargé de protéger le flanc du 38e corps contre la 2e division d'infanterie américaine. Afin d’accomplir cette mission, la 119e division du 40e corps chinois doit d'abord attaquer Somin-dong et empêcher les Américains de renforcer les Coréens. La 120e division est alors chargée de se frayer un chemin à travers le fleuve Chongchon et retenir la plus grande partie de la 2e division d'infanterie US. Enfin, la 118e division doit frapper le flanc des Américains depuis l'Ouest et prendre Kujang-dong à revers.
Dans la nuit de la contre-offensive chinoise, la 120e division AVP tombe accidentellement sur le 9e régiment d'infanterie sur la rive nord du fleuve Chongchon,. La rencontre surprise entre les deux parties laisse rapidement le 9e régiment d'infanterie avec seulement trois compagnies de fusiliers opérationnelles au combat. Mais, ignorant que le 1er bataillon du 23e régiment d'infanterie s'est positionné derrière le 61e bataillon d'Artillerie, quatre compagnies du 359e régiment de la 120e division AVP traversent le fleuve pour frapper les positions d'artillerie américaines. Bien que le 61e bataillon ait été pris par surprise, le 23e régiment d'infanterie assomme rapidement deux des compagnies chinoises qui ne se doutaient pas de sa présence,. Les troupes chinoises survivantes se replient alors vers l'Est sur une colline appelée Chinaman's Hat leur permettant de dominer les positions de l'ensemble du 23e régiment d'infanterie.
Alors que la 120e division PVA lance l’offensive contre le centre de la 2e division d'infanterie US, la 119e division PVA tente une percée entre Kujang-dong et Tokchon. Dans une série de batailles confuse entre la 119e division PVA et le 38e régiment d'infanterie, la compagnie A de reconnaissance du 38e régiment d'infanterie est écrasée sous les attaques chinoises. Ajoutant à la confusion, des équipes de reconnaissance chinoises recourent à des stratagèmes pour attirer les Américains et exposer leurs positions. Ainsi entraînée sous le feu chinois, la compagnie G sur le centre du 38e régiment est complètement détruite. Les Chinois réussissent alors à pénétrer le flanc gauche du 38e régiment d'infanterie, coupant toute retraite au régiment dans la manœuvre. Au matin du 26 novembre, les troupes chinoises encerclent totalement le 38e régiment d'infanterie.
Cependant, les Chinois se retirent rapidement au matin du 26 novembre, et une contre-attaque du 38e régiment d'infanterie permet de rouvrir la route de repli. Mais lorsque le 3e régiment d'infanterie de la 7e division sud-coréenne est soudainement apparu dans le secteur du 38e régiment, le colonel George B. Peploe du 38e réalise que le flanc droit de la 2e division d'infanterie s’est complètement effondré. Sous les ordres du major-général Laurence B. Keiser, commandant de la 2e division, le colonel Peploe prend immédiatement le commandement du 3e régiment d'Infanterie coréen, tout en essayant de maintenir son flanc droit. Dans le même temps, le colonel Paul L. Freeman, Jr. du 23e régiment d'infanterie tente de prendre les positions chinoises à Chinaman's Hat, mais sans grand succès.
Dans la nuit du 26 novembre, les Chinois renouvellent leur offensive. Une contre-attaque depuis Chinaman's Hat permet aux Chinois de capturer le poste de commandement du 23e régiment d'infanterie. Sur la gauche du 23e régiment d'infanterie, les positions de la compagnie G du 9e régiment d'infanterie sont envahies par les Chinois, forçant le colonel Charles C. Sloane Jr à se retirer à travers le fleuve avec les restes de son régiment. Et une embuscade chinoise menée à l'arrière du régiment décime complètement ce dernier. À la droite de la 2e division d'infanterie américaine, le commandant Wen Yuchen du 40e corps chinois ordonne à la 119e division de détruire le 38e régiment d'infanterie afin de consolider la percée chinoise sur le flanc droit de l'ONU. Les combats féroces forcent le 38e régiment d'infanterie à se replier sur Kujang-dong pour rejoindre la division.
Bien que Walker n'ai pas annulé l’offensive À la maison pour Noël, Laurence B. Keiser ordonne le 27 novembre à sa division de se replier sur Kujang-dong. Avant que l'ordre de Keiser ne soit exécuté, Walker charge, le 28 novembre, le major-général John B. Coulter du 9e corps de mettre en place une nouvelle ligne défensive à Kunu-ri à 32 km au sud de la 2e division d'infanterie. La retraite des principales unités de la 2e division débute dans la nuit du 27 novembre, alors que les Chinois attaquent de toute part. Tandis que le convoi de la division essaie de manœuvrer vers le Sud, il est accueilli avec des tirs de mitrailleuses et de mortier effectués depuis les nombreux barrages chinois situés sur leurs arrières. Plusieurs véhicules sont détruits par des bazookas chinois tandis que des soldats tentent de mettre le feu à d’autres. Avec quelques pertes, la 2e division finit par percer le blocus de la 118e division chinoise et arrive à Kunu-ri dans la nuit du 28 novembre,.

### Ipsok

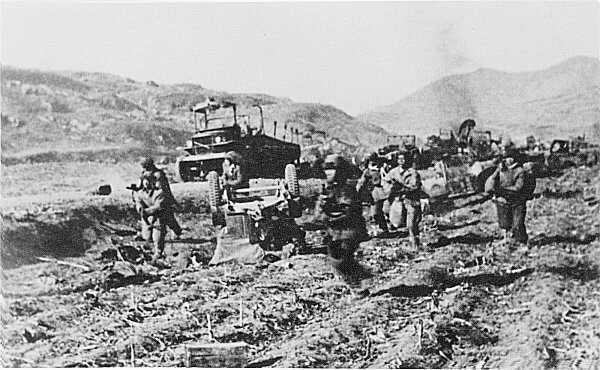
Des soldats du chinois courent après la d'infanterie américaine.

Pour l’offensif À la maison pour Noël, la 25e division d’infanterie du 9e corps américaine avance sur la gauche de la 2e division d'infanterie, le long de la rivière Kuryong, l'un des affluents nord du fleuve Chongchon. Le 24 novembre, la 25e division lance l'offensive à Yongbyon, au sud d'Ipsok. Pour mener cette offensive, cinq compagnies d'infanterie, blindés et d’artillerie ont été extraites de la 25e division pour former une force opérationnelle nommée Task Force Dolvin. Avec la Task Force Dolvin menant l'offensive sur la rive orientale de la rivière Kuryong, le 24e régiment d'infanterie de la 25e division est placé sur la droite de la division afin de maintenir le contact avec la 2e division d’infanterie, tandis que le 35e régiment d'infanterie de la 25e division manœuvre sur la rive ouest de la rivière, avançant de Yongsan-dong à Unsan. Le 27e régiment d'infanterie de la 25e division est placé quant à lui en réserve à l'arrière de la division.
Après la défaite de l'ONU à la bataille de Unsan, la 25e division d'infanterie américaine s’attend à rencontrer une forte résistance chinoise, mais les forces chinoises se sont repliées devant l'avancée américaine. Mis à part des tirs de harcèlement, la 25e division ne rencontre finalement pas une forte résistance le long du chemin. Ipsok est capturée par la Task Force Dolvin le 24 novembre. Plusieurs prisonniers de guerre américains de la bataille de Unsan ont également été récupérés lors de la prise de la ville. Le lendemain, la Task Force Dolvin est chargée de capturer une série de collines au nord d’Ipsok. Dans ces collines, la résistance chinoise commence fortement à se raidir. Lors de ces combats, l'après-midi du 25 novembre, la Eighth Army Ranger Company (en) de la Task Force Dolvin subit de lourdes pertes contre les défenses chinoises, et la Task Force doit arrêter sa progression au crépuscule.
Alors que la 25e division d'infanterie américaine avance, le 39e corps attend les instructions du Haut commandement de l'Armée des volontaires du peuple chinois. Les Chinois décident de mener une série d’actions de reconnaissance contre les positions américaines dans la nuit de novembre 25. Les patrouilles chinoises détruisent le reste de la compagnie de Ranger, tandis que de nombreuses unités de reconnaissance chinoises déguisées en Américains infiltrent les positions de la Task Force Dolvin. Sur la droite de la force opérationnelle, le terrain montagneux éparpille le 24e régiment d'infanterie tout en bloquant la plupart de ses transmissions radio. En apprenant la destruction de la compagnie de Ranger, le major-général William B. Kean de la 25e division d'infanterie décide l'envoi du 2e bataillon du 27e régiment d'infanterie afin de renforcer la Task Force. Il décide également de nommer le commandant en second de la division, le général de brigade Vennard Wilson au commandement de la force opérationnelle, renommée Task Force Wilson.
Après l'attaque réussie contre le flanc droit de la 8e armée, le Haut commandement chinois donne le 26 novembre, son feu vert au 39e corps pour attaquer la 25e division d'infanterie américaine. La 115e division du 39e corps est immédiatement mobilisée pour un assaut contre la Task Force Wilson et le 24e régiment d'infanterie américain, tandis que les 116e et 117e divisions se déplacent pour frapper Ipsok et couper la route du retrait américain. La puissance de l’attaque chinoise décime la Task Force. Le 347e régiment de la 115e division frappe d'abord la compagnie C sur le centre de la Task Force qui perd la plupart de ses hommes dans l’assaut,. Sur le flanc droit, la 115e division attaque la compagnie B. Plusieurs vagues de kamikazes chinois réduisent la compagnie B à 26 soldats sur les 200 qu’elle comptait avant l’assaut. Des tireurs d'élite chinois et des soldats infiltrés réussissent à atteindre le commandement de la Task Force Wilson, entraînant parmi d’autres la mort du commandant en second de la force opérationnelle. Comme l’ensemble des lignes de la Task force s’effondre, la compagnie E, en retrait à l'arrière de la Task force, est appelée sur la ligne de front. Bien que les tanks de la compagnie E permettent de stopper l'avancée chinoise, la compagnie est réduite à un seul peloton après la bataille. Les forces chinoises à l'arrière ont aussi attaqué l'artillerie de la force opérationnelle à Ipsok, empêchant tout soutien d’artillerie pendant la nuit. Au lendemain matin, la Task Force est totalement encerclée, et les troupes chinoises chantent dans toutes les directions contre les Américains. Wilson tente une évacuation des blessés, mais les barrages chinois prennent en embuscade le convoi médical, juste au sud du périmètre du 2e bataillon.
La Task Force Wilson ne disposant plus que d'un bataillon opérationnel, le 2e, Wilson ordonne dans la matinée du 27 novembre à ses troupes de se retirer sur Ipsok. Avec l’appui d’une forte couverture aérienne, le 2e bataillon franchit le barrage routier du 348e régiment chinois et atteint Iposk dans l'après-midi,. Pendant ce temps, le 24e régiment d'infanterie perd le contacte avec la plupart de ses unités. Le commandant du régiment, le colonel John Thomas Corley (en) ne peut rassembler qu’un bataillon au matin du 27 novembre,. Le 28 novembre, Walker décide de décaler le 1er corps américain vers l'Est en lui rattachant la 25e division d'infanterie, et en ordonnant à cette dernière de se retirer du fleuve Chongchon,. Le 35e régiment d'infanterie rejoint la 25e division d'infanterie après la bataille de Yongsan-dong, et cette dernière se retire vers le Sud alors que la Task Force Wilson est dissoute par William B. Kean le 28 novembre.

### Yongsan-dong

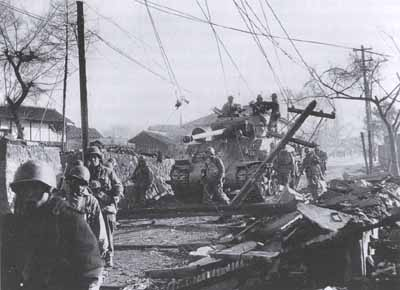
Les chars et l'infanterie américaine à Hyesanjin poursuivent leur offensive vers le fleuve Yalu en novembre 1950.

Après une recomposition à la suite de la bataille de Unsan, la 1re division coréenne est positionnée le 20 novembre sur le flanc droit du 1er corps à Yongsan-dong. Dans le cadre de l’offensive A la maison pour Noël, la 1re division d'infanterie RdC est chargée de progresser vers le Nord et de capturer la ville de Taechon, tandis que le 35e régiment d'infanterie de la 25e division d'infanterie américaine avance au Nord de Yongsan-dong sur le flanc droit coréen. Dans le même temps, la 24e division d'infanterie mécanisée du 1er corps doit avancer vers Chongju sur le flanc gauche de la 1re division d'Infanterie coréenne.
Dans la matinée du 24 novembre, la 1re division d'infanterie coréenne avance vers la ville de Taechon, les 11e et 12e régiments d'infanterie en pointe. Et malgré les tentatives chinoises pour retarder les Coréens lors de leur marche, la 1re division d'infanterie réussit à encercler la ville à la tombée de la nuit du 24 novembre. Cependant, la zone est un point de rassemblement des troupes chinoises et à la surprise des Coréens, la résistance chinoise s'affirme nettement à l'approche de celle-ci. Dans la nuit du 24 novembre, le 66e corps chinois lance une contre-attaque contre les Coréens avec une charge d’infanterie et de cavalerie,. Les troupes chinoises et coréennes se retrouvent alors dans une bataille difficile et à l'issue incertaine du 25 au 26 novembre.
Alors que la bataille autour Taechon s’enlise dans la nuit du 26 novembre, le 11e régiment d'infanterie sur le flanc droit de la division est écrasé. Le brigadier général Paik Sun-yup de la 1re division d'infanterie ordonne alors au 15e régiment d'infanterie de relever le 11e régiment. Et après avoir reçu des nouvelles de l'attaque chinoise contre la 25e division à travers le fleuve Kuryong, Paik décide également de manœuvrer sa division pour se défendre contre la prochaine contre-offensive chinoise. Au petit matin du 27 novembre, les troupes chinoises autour Taechon poursuivent leur assaut, alors même que le soutien aérien de l'ONU les frappe sévèrement, et que certaines de ces attaques débordent dans la zone de la 24e division d'infanterie américaine. En constatant cette flambée sur son flanc, la 24e division d'infanterie mécanisée américaine et le 35e régiment d'infanterie initient leur retraite vers le Sud jusqu'au fleuve Chongchon.
À 13 heures le 27 novembre, Peng Dehuai ordonne au 66e corps chinois de détruire la 1re division d’infanterie avant que les Coréens ne puissent se retirer sur le fleuve Chongchon. Dans la soirée du 27 novembre, le 66e corps lance une attaque massive contre la 1re division coréenne, le 5e régiment de la 24e division d'infanterie et le 35e régiment d'infanterie américain. Après minuit, les forces chinoises réussissent à percer les lignes coréennes. Les 11e et 15e régiments coréens ainsi que le poste de commandement du 35e régiment américain s'effondrent, ce qui permet aux Chinois de capturer Yongsan-dong. Après la perte des 11e et 15e régiments d'infanterie, le 35e régiment, qui tente un repli, est pris à revers par les forces chinoises et bloquées à Yongsan-dong. Sous une forte pression des Chinois, le 35e régiment doit se battre à travers la ville pour rejoindre la 25e division américaine au cours de l'après-midi du 28 novembre. Dans le même temps, Paik Sun-yup rassemble les régiments coréens restants et reprend Yongsan-dong. La 1re division coréenne tient la ville contre les attaques chinoises ultérieures jusqu'à ce qu'il se retire de la bataille le 29 novembre.

### Kunu-ri

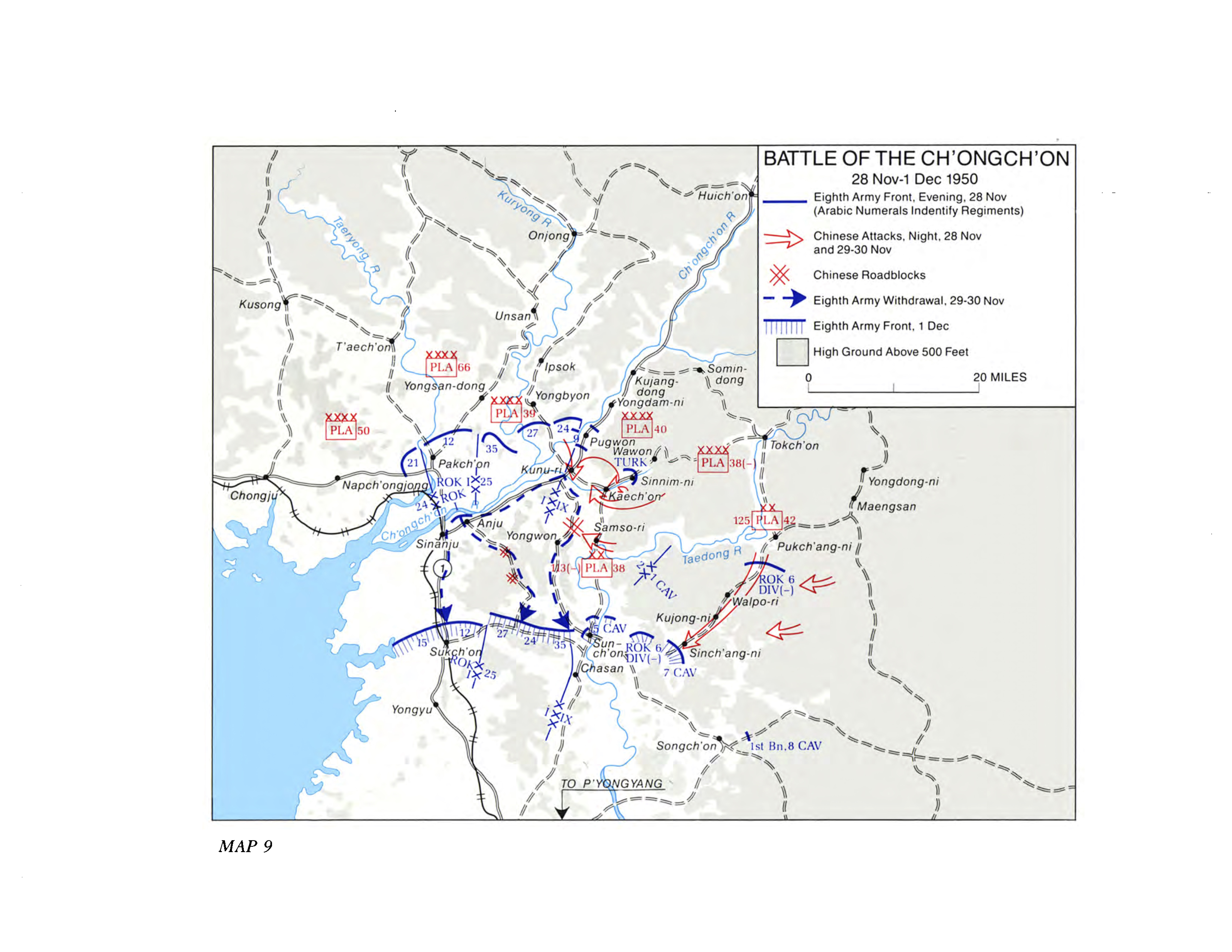
Carte de la bataille du Chongchon (du 28 novembre au 1er décembre 1950.

Kunu-ri est un village carrefour sur la rive nord de la rivière Kaechon, l'un des affluents sud du fleuve Chongchon. Alors que la contre-offensive chinoise progresse en force contre le centre de la 8e armée, Kunu-ri se retrouve être un important goulot d'étranglement pour la retraite du 9e corps américain. Dans un effort pour stabiliser le front le 28 novembre, le général Walton Walker ordonne à la 2e division d'infanterie de se retirer de Kujang-dong et de mettre en place une nouvelle ligne défensive à Kunu-ri. L'importance de Kunu-ri est également notée par les Chinois, et le 27 novembre, Peng Dehuai ordonne au 38e corps chinois de couper la retraite du 9e corps. La 114e division du 38e corps est chargée de prendre Kunu-ri en marchant vers l'Ouest sur la route de Tokchon, tandis que la 112e division doit la suivre sur une route parallèle à travers les collines au nord.
Avec la 2e division d’infanterie encore engagée à Kujang-dong, John B. Coulter doit ordonner à la brigade turque en réserve du 9e corps, de bloquer l'avance chinoise. Dans la nuit du 27 novembre, les Turcs prennent position à Wawon à l'est de Kunu-ri. Ils sont rapidement rejoints par le 342e régiment de la 114e division chinoise. Une bataille s’engage et se poursuit tout au long de la journée du 28 novembre, faisant près de 400 victimes turques,. Alors que le crépuscule tombe sur cette journée, la brigade turque tente de se retirer à 5 km à l'ouest de Sinim-ri afin de mettre en place des positions défensives plus solides, mais le 342e régiment rattrape la brigade, l’encercle complètement et l’attaque à revers,. Les communications coupées entre la brigade et le quartier général turc, les 340e et 342e régiments de la 114e division martèlent la brigade lors d’une bataille de nuit,. Les Turcs pris au piège, parviennent tout de même à rompre l'encerclement chinois au matin du 29 novembre. La brigade est ensuite rattachée à la 2e division d'infanterie américaine.
Bien que la Brigade turque ait été paralysée, son action a permis de retarder les Chinois et autorisé la 2e division d'infanterie à sécuriser Kunu-ri, dans la nuit du 28 novembre. Pendant que le 23e régiment d'infanterie américain met en place des positions défensives au nord de Kunu-ri dans la matinée du 29 novembre, le 38e régiment d'infanterie tente d'occuper les collines au nord-est de Kunu-ri. Mais les Américains trouvent face à eux la 112e division qui occupe déjà les collines, et ils doivent se redéployer sur une position inférieure à 1,6 km des positions chinoises. Dans le même temps, les restes de la Brigade turque rejoignent le 38e régiment d'infanterie, couvrant le flanc droit de ce dernier sur la rive nord de la rivière Kaechon.

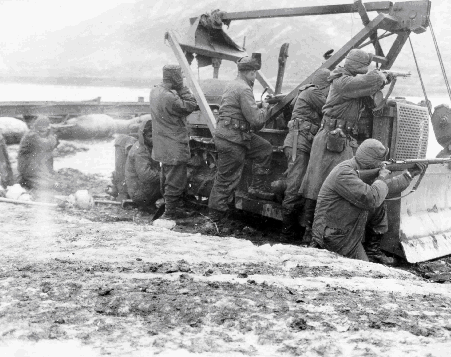
Des éléments du 2e bataillon du génie luttent à Kuni-ri, à l'arrière-garde de la 2e division d'infanterie.

Après le début de la bataille du réservoir de Chosin le 27 novembre, MacArthur réunit ses commandants de terrain, y compris Walker, pour une conférence à Tokyo. Lors de la conférence, dans l'après-midi du 28 novembre, MacArthur commence à se rendre compte de l’ampleur des évènements en Corée. Il est notamment informé de la situation sur le flanc droit de la 8e armée et juge que cette dernière est en grand danger. Il demande alors à Walker de se retirer de la bataille avant que les Chinois ne puissent encercler la 8e armée. Après la conférence, le 29 novembre, Walker ordonne donc à toutes les unités de la 8e armée de se replier sur une nouvelle ligne autour Sunchon, à 48 km au sud de Kunu-ri.
Suivant les ordres de Walker, la plupart des grandes unités de la 8e armée rompent rapidement le contact avec les Chinois et se retirent, mais la 2e division d'infanterie est contrainte de rester à Kunu-ri dans le but de repousser les forces chinoises sur le flanc droit de la 8e armée. Car au moment où la 2e division d'infanterie essaie de se replier dans la nuit du 29 novembre, deux divisions chinoises attaquent le 38e régiment d'infanterie. La 112e division frappe d’abord le 38e régiment sur le flanc gauche, mais les défenses américaines tiennent fermement, ce qui force les Chinois à prendre des positions défensives. Au même moment, la 114e division attaque la brigade turque et le flanc droit du 38e régiment. Les Chinois débordent les Turcs en attaquant le long de la rive sud de la rivière Kaechon, puis traversent la rivière sur l’arrière de l'ONU. En constatant cette manœuvre, le brigadier-général Tahsin Yazıcı de la Brigade turque ordonne un retrait, en laissant le flanc droit du 38e régiment d'infanterie complètement découvert. À la tombée de la nuit du 29 novembre, les Chinois ont coupé la route entre le 38e régiment et Kunu-ri, et les Américains doivent se replier en infiltrant les lignes chinoises. À quatre heures le 30 novembre, le 38e régiment traverse le fleuve Kaechon sous le couvert du 23e régiment d'infanterie alors que Kunu-ri tombe sous contrôle chinois.

### Le retrait des troupes de l'ONU

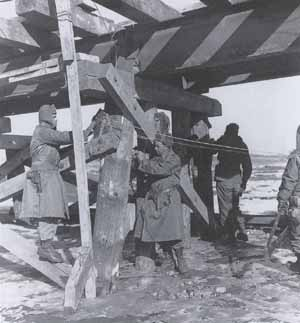
Les ingénieurs de combat américains démolissent un pont près de Pyongyang pour ralentir l'avance communiste lors du retrait américain.

Dans la foulée de l'effondrement du 2e corps d'armée coréen le 27 novembre, Peng Dehuai ordonne immédiatement au 38e corps chinois de couper la route entre Kunu-ri et Sunchon sur l'arrière du 9e corps américain, tandis que le 42e corps chinois doit encercler toute la 8e armée en se précipitant au sud vers Pukchang-ni et en prenant Sunchon. Le même jour, le général Walton Walker déplace la ligne de la 8e armée vers l'Est en rattachant la 1re division de cavalerie américaine et la 27e brigade d'infanterie anglo-australienne au 9e corps. La 1re division de cavalerie doit contenir la percée chinoise à Pukchang-ni, pendant que la 27e brigade du Commonwealth sécurise la route entre Kunu-ri et Sunchon.
Suivants les nouveaux ordres, le 28 novembre, le 5e régiment de cavalerie de la 1re division de cavalerie quitte Kunu-ri pour rejoindre la division au nord-est de Sunchon. Avec le retrait du 5e régiment et le 8e régiment de cavalerie toujours hors service depuis la bataille de Unsan, le major-général Hobart R. Gay de la 1re division de cavalerie place le 7e régiment de cavalerie au sud de Pukchang-ni, derrière les restes de la 6e division d’infanterie coréenne,. Manquant de renforts, la 6e division d'infanterie est rapidement mise en déroute par le 42e corps chinois, dans la nuit de novembre 28,. Les forces chinoises en profitent pour attaquer le 7e régiment de cavalerie couvert par la fuite des soldats et des réfugiés coréens vers le front américain. Suivant les ordres de Gay, le 7e régiment de cavalerie se retire au sud-ouest de la ville de Sinchang-ni, dans la matinée du 29 novembre, alors que les Chinois reprennent leur mouvement vers le Sud. Une bataille acharnée entre la 125e division chinoise et le 7e régiment de cavalerie éclate au cours de la nuit du 29 novembre, et au matin du 30 novembre, l’avancée du 42e corps est interrompue.
Le 38e corps chinois marche vers la route Kunu-ri-Sunchon pratiquement sans opposition. Le 28 novembre à 7 heures, la 113e division du 38e corps occupe la ville de Samo-ri, et se positionne sur le chemin du 5e régiment de cavalerie qui emprunte la route Kunu-ri-Sunchon. Une heure et demie plus tard, un peloton en tête du 5e régiment de cavalerie est pris en embuscade et détruit. Le passage bloqué, le 5e régiment de cavalerie tente de déloger la garnison chinoise, mais il est contraint de rebrousser chemin dans l'après-midi. Dans la nuit, la 113e division occupe l’ensemble de la vallée autour de la route Kunu-ri-Sunchon et bloque l’itinéraire de retraite de la 2e division d’infanterie américaine,. Le 29 novembre, le 1er bataillon du Middlesex Regiment (en), de la 27e brigade, essaie de dégager la vallée au sud, mais l'attaque doit être interrompue en raison du manque d'armes lourdes.
« For the next 500 yards the road was temporarily impassable because of the numerous burning vehicles and the pile up of the dead men, coupled with the rush of the wounded from the ditches, struggling to get aboard anything that rolled... »
— lieutenant-colonel William Kelleher du 1er bataillon du 38e régiment d'infanterie décrivant le carnage à la Gauntlet., 

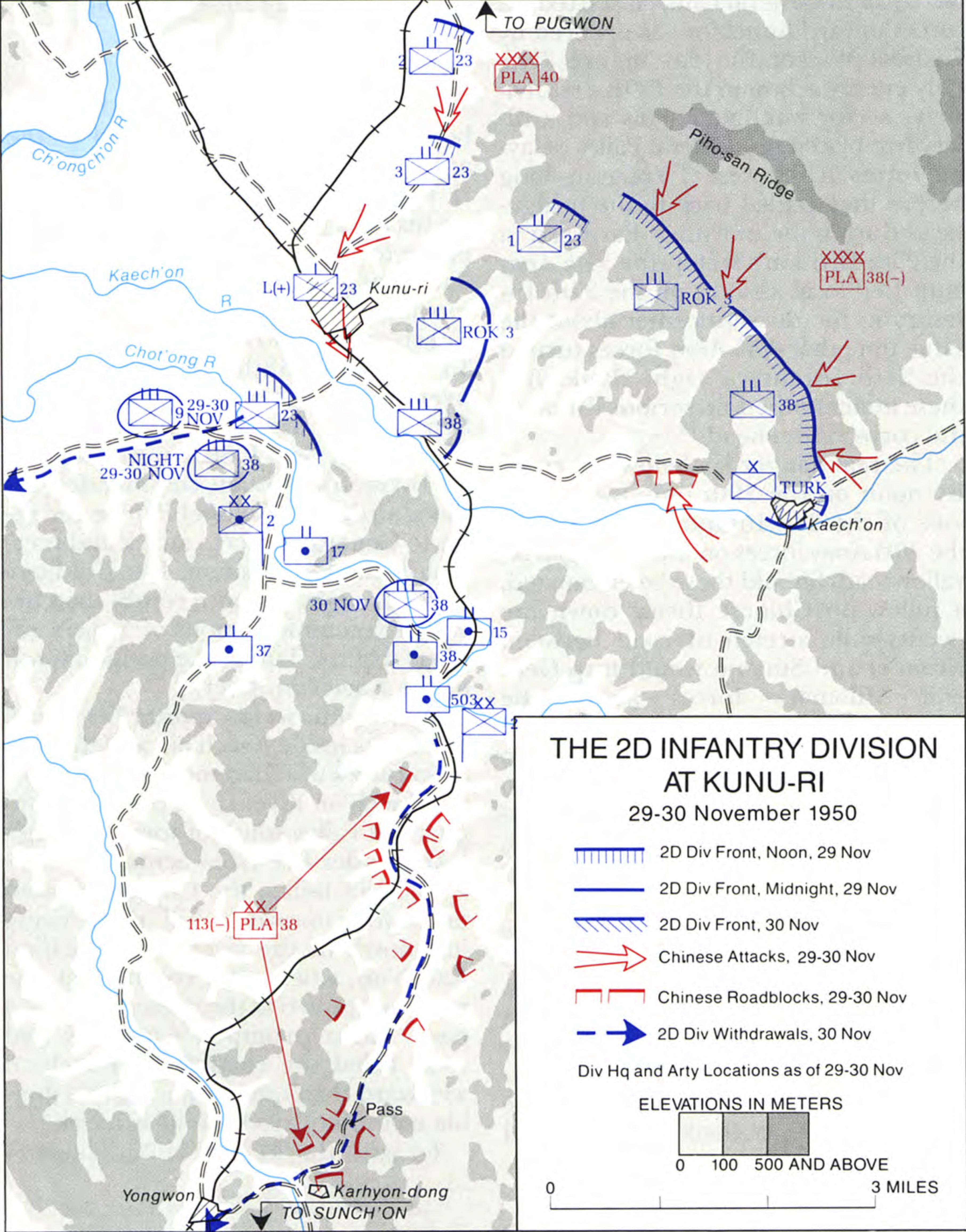
Carte du retrait de la 2e division américaine.

Une des premières victimes du nouveau barrage chinois est un convoi de la brigade turque qui est pris en embuscade dans la nuit du 28 novembre. Une patrouille de police militaire est envoyée pour enquêter, mais la plupart de ses membres sont tués au matin. Alors que la bataille fait toujours rage à Kunu-ri, la nouvelle de ce barrage chinois atteint la 2e division d'infanterie le 29 novembre. Laurence B. Keiser envoie alors une compagnie de reconnaissance et les restes du 9e régiment d'infanterie pour déloger les Chinois, mais le barrage tient bon et résiste même à l'offensive d'un peloton de chars. La bataille de Kunu-ri terminée dans la nuit du 29 novembre, la 112e division rejoint le barrage tenu par la 113e division qui s'étend alors sur 9,7 km le long de la route. Cependant, à ce moment-là, la 2e division d'infanterie ne connaît pas la mesure réelle du barrage. Dans le même temps, la police militaire de la 25e division d'infanterie signale à tort que l’itinéraire alternatif de repli, la route de Kunu-ri à Anju, est bloqué par les Chinois. John B. Coulter ordonne alors à Keiser de se retirer en forçant le barrage avec la 27e brigade du Commonwealth. Au début de la matinée du 30 novembre, Keiser prend la décision de se retirer par la vallée.
Dans la matinée du 30 novembre, le 9e régiment d'infanterie à la tête du mouvement de repli attaque le barrage. Quatre chars sont d'abord envoyés sur la route sans réponse des Chinois. Encouragé par ce développement, le colonel Sloane ordonne au 9e régiment d'infanterie d’aller de l'avant, mais les tirs de mitrailleuse et de mortier chinois arrêtent la poussée à 9 heures. Le 3e régiment d'infanterie coréen attaché à la 2e division d'infanterie est envoyé renforcer le 9e régiment d’infanterie américaine, mais il est mis en déroute par des tirs amis,. En l'absence de contacts entre le commandement américaine et les unités britanniques, le Middlesex Regiment (en) avance à l'extrémité sud de la vallée sans attaquer le barrage routier. Estimant que le barrage est relativement petit et que les Britanniques sont à l’offensive, Keiser ordonne à la 2e division d'infanterie de marcher à travers le blocus à 10 heures.
Au moment où la 2e division d'infanterie pénètre dans la vallée, que l’on surnommera plus tard « Gauntlet », les mitrailleuses chinoises ouvrent le feu de toute part tandis que les obus de mortier se mettent à pleuvoir sur la route. La longueur du barrage prend la 2e division par surprise, et la route est rapidement jonchée de soldats blessés ou morts ainsi que d'épaves de véhicules. Ceux qui essayent de se mettre à couvert dans les fossés sont abandonnés par le convoi qui se rue en direction du sud, en même temps que toute cohésion disparaît. Durant la journée, la couverture aérienne tente de supprimer les positions chinoises avec un certain succès, mais sans appui aérien à la nuit tombée, l'attaque chinoise s’intensifie. Enfin, les Chinois bloquent complètement la route en détruisant les 38e et 503e bataillons d'artillerie de la 2e division. L'immobilisation des pièces d'artillerie force le reste de la division à abandonner tous les véhicules et à se retirer à pied à travers les collines,. À l'arrière de la division, le colonel Freeman tente de sauver son 23e régiment d'infanterie en se repliant par la route de Kunu-ri-Anju. Et dans l'une des dernières actions de la bataille, le 23e régiment d'infanterie vide son stock de 3 206 obus d'artillerie en 20 minutes. Ce barrage massif étourdit les troupes chinoises qui abandonnent la poursuite du régiment. Les dernières unités de la 2e division d'infanterie arrivent à Sunchon le 1er décembre, et le 2 décembre, la 8e armée a définitivement rompu le contact avec les troupes chinoises.

## Conséquences

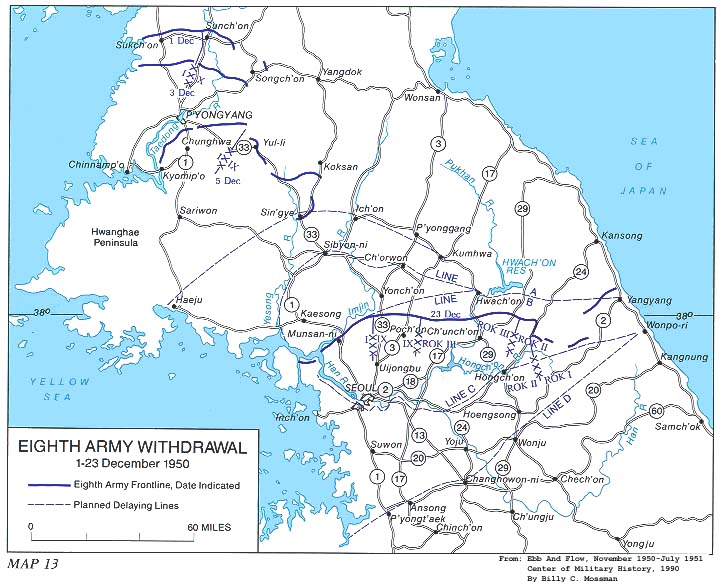
Plan de retraite de la 8e armée américaine, du 1er au 23 décembre 1950.

Au lendemain de la bataille, le nombre de victimes de la 8e armée des États-Unis dépasse les 11 000 soldats. Un grand nombre de documents, y compris tous les enregistrements de la 2e division d'infanterie américaine et du 24e régiment d'infanterie, ont été perdus au cours de la bataille. Cela a rendu la tâche difficile aux historiens qui ont voulu analyser les événements en détail et évaluer les dégâts et les pertes exactes. Il a toutefois été estimé que la 2e division d'infanterie avait souffert 4037 blessés, et perdu au cours de la bataille, la plupart de ses pièces artilleries, 40 pour cent de son équipement de communication, 45 pour cent de ses armes de poing, ainsi que 30 pour cent de ses véhicules. Ainsi, la 2e division d'infanterie a été laminée et Laurence B. Keiser a été relevé de son commandement à la fin de la bataille. La 25e division d'infanterie américaine, l'autre unité américaine, qui a supporté des pertes importantes, dénombre 1 313 victimes. Les pertes de la Brigade turque se chiffrent à 936 victimes. Avec 90 pour cent de son équipement, 90 pour cent de ses véhicules et 50 pour cent de son artillerie perdus, elle est totalement hors de combat à l’issue de la bataille. Les victimes sud-coréennes n’ont pu être estimées en raison de l'absence totale de documents sud-coréens au cours de la première moitié de la guerre de Corée, mais selon Paik Sun-yup, le quartier général du 2e corps d’armée coréen a été contraint à se dissoudre à la suite de la bataille. Peng Dehuai estime les pertes chinoises à environ 45 000 victimes à l’issue des combats. L'histoire officielle chinoise décompte 20 000 victimes au combat, tandis que le reste est attribué à l'absence de vêtements d'hiver adéquats et au manque de nourriture. Pour son rôle dans la mise en place de la Gauntlet contre la 2e division d'infanterie, le 38e corps chinois a reçu par Peng le 1er décembre 1950, le titre de « Dix Mille Ans ».
Avec la 2e division d'infanterie, la Brigade turque et le 2e corps d'armée coréen hors d'action, la 8e armée des États-Unis est réduite à seulement deux corps composés de quatre divisions et deux brigades en tout. Pendant ce temps, la logistique chinoise trop étirée ne peut suivre et laisse la 13e armée victorieuse, mais à moitié affamée et incapable de mener d'autres offensives,. Cependant, dans sa chaotique retraite, les Nations Uni n’ont mené aucune opération de reconnaissance pour déterminer l’état des forces chinoises ; et Walton Walker ordonne à la 8e armée de renoncer à la Corée du Nord le 3 décembre,, à la grande surprise des commandants chinois. Les 190 km de retraite vers le 38e parallèle sont souvent désignés comme la plus longue retraite dans l'histoire militaire américaine,,. Mis à part le très faible moral après la bataille, l’ensemble de la 8e armée a également été saisi par la « bug out fever » lors de la retraite, et une chanson appelée Bugout Boogie a été composée pour commémorer la défaite de la 8e armée. Walker est mort deux jours avant les fêtes de Noël de 1950, et le lieutenant-général Matthew Ridgway a repris le commandement de la 8e armée des États-Unis. Les Nations-Unies ont abonné tout espoir d'une Corée réunifiée et un cessez-le-feu a été proposé à la Chine le 11 décembre 1950 sur la base du 38e parallèle.
La bataille du Chongchon qui redonne l’avantage aux communistes est une victoire décisive pour la Chine et représente la plus grande victoire de l'armée chinoise en Corée. Cependant, Mao interprète le cessez-le-feu de l'ONU comme une faiblesse que la Chine devait exploiter. Contre l'avis de Peng et d'autres hauts dirigeants militaires, Mao ordonne à l’Armée des volontaires du peuple chinois d'envahir la Corée du Sud, une mission bien au-delà des capacités de l'armée chinoise et de ses lignes d'approvisionnement. Connaissant les difficultés chinoises, Ridgway et la 8e armée infligent de lourdes pertes à l’Armée des volontaires du peuple chinois durant les offensives chinoises de 1951.